# Conflicto en la República Centroafricana bajo la administración de Djotodia
Un conflicto en la República Centroafricana bajo la administración de Djotodia comenzó el 13 de abril de 2013, cuando el nuevo gobierno asumió el control oficialmente, entre el Gobierno de la ex coalición Séléka de la República Centroafricana de los grupos rebeldes y otros opositores, incluido el conflicto religioso. Esto ocurrió durante la presidencia de Michel Djotodia. Las organizaciones internacionales, como las Naciones Unidas, también han advertido de un posible genocidio. Resolución CSNU 2122 autorizó MISCA que deben implementarse en el país, y Francia dirigió las operaciones con las tropas de adición enviados para reforzar sus pocos cientos de soldados en el país. Tras una cumbre de CEEAC, incluida la asistencia de todos los parlamentarios del país, Djotodia renunció a la presidencia el 10 de enero de 2014.

## Repercusiones potenciales
El Ejército de Resistencia del Señor, que se enfrenta a la disminución del número y las muertes de los líderes en su base de Uganda, actualmente está operando fuera del país. La inestabilidad y el desorden en el coche podría permitir que el LRA reagrupase y volviese a organizar.